# Truth Is a Beautiful Thing
Albums de London Grammar
If You Wait
(2013) Californian Soil
(2021)
Singles
1. Rooting for You
Sortie : 1er janvier 2017
2. Big Picture
Sortie : 1er février 2017
3. Truth Is a Beautiful Thing

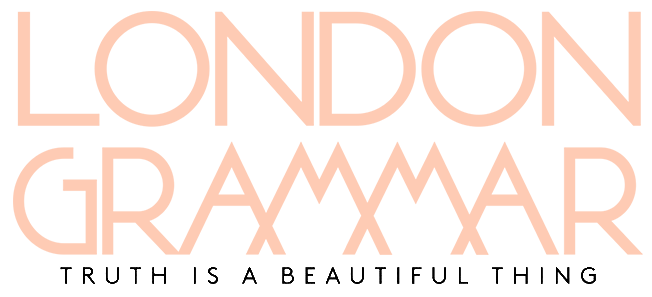

Sortie : 24 mars 2017
4. Oh Woman Oh Man
Sortie : 20 avril 2017

Truth Is a Beautiful Thing est le deuxième album studio du groupe de musique électronique anglais London Grammar,  sorti le 9 juin 2017.

## Liste des titres
Toutes les chansons sont écrites et composées par London Grammar (Hannah Reid, Daniel Rothman et Dominic Major) sauf mention.
| 1.    | Rooting for You            |                                         | - Paul Epworth - Myriot                                | 4:29 |
| 2.    | Big Picture                |                                         | - London Grammar - Jon Hopkins - Tom Elmhirst - Myriot | 4:41 |
| 3.    | Wild Eyed                  |                                         | - London Grammar - Myriot                              | 4:28 |
| 4.    | Oh Woman Oh Man            |                                         | Epworth                                                | 4:37 |
| 5.    | Hell to the Liars          |                                         | - London Grammar - Epworth - Myriot                    | 6:04 |
| 6.    | Everyone Else              | - Reid - Rothman - Major - Greg Kurstin | - Kurstin - Myriot                                     | 4:05 |
| 7.    | Non Believer               | - Reid - Rothman - Major - Epworth      | Epworth                                                | 4:17 |
| 8.    | Bones of Ribbon            |                                         | Epworth                                                | 4:34 |
| 9.    | Who Am I                   |                                         | London Grammar                                         | 4:22 |
| 10.   | Leave the War with Me      | - Reid - Rothman - Major - Kurstin      | Kurstin                                                | 5:04 |
| 11.   | Truth Is a Beautiful Thing |                                         | - Epworth - Myriot                                     | 5:07 |
| 51:48 |                            |                                         |                                                        |      |

Titres bonus édition Deluxe
| 12.   | What a Day                                     |                                                   | - London Grammar - Myriot | 4:54 |
| 13.   | Different Breeds                               |                                                   | Epworth                   | 3:29 |
| 14.   | Control                                        | - Reid - Rothman - Major - Epworth                | Epworth                   | 3:05 |
| 15.   | Trials (démo)                                  |                                                   | Ben Baptie                | 3:42 |
| 16.   | May the Best (Church Mix)                      |                                                   | Epworth                   | 4:09 |
| 17.   | Rooting for You (démo)                         |                                                   | London Grammar            | 4:13 |
| 18.   | Bitter Sweet Symphony (live at BBC Maida Vale) | - Keith Richards - Mick Jagger - Richard Ashcroft | Simon Askew               | 3:53 |
| 79:13 |                                                |                                                   |                           |      |

## Classements hebdomadaires
| Classement (2017)              | Meilleure place |
| ------------------------------ | --------------- |
| Allemagne (Media Control AG)   | 9               |
| Australie (ARIA)               | 3               |
| Autriche (Ö3 Austria Top 40)   | 15              |
| Belgique (Flandre Ultratop)    | 2               |
| Belgique (Wallonie Ultratop)   | 1               |
| Canada (Canadian Albums Chart) | 29              |
| Écosse (OCC)                   | 1               |
| États-Unis (Billboard 200)     | 129             |
| France (SNEP)                  | 3               |
| Irlande (IRMA)                 | 3               |
| Italie (FIMI)                  | 31              |
| Norvège (VG-lista)             | 33              |
| Nouvelle-Zélande (RIANZ)       | 10              |
| Pays-Bas (Mega Album Top 100)  | 9               |
| Portugal (AFP)                 | 10              |
| Royaume-Uni (UK Albums Chart)  | 1               |
| Suisse (Schweizer Hitparade)   | 4               |

## Certifications
| Pays              | Certification | Unités certifiées |
| ----------------- | ------------- | ----------------- |
| Belgique (BEA)    | Or            | 10 000            |
| France (SNEP)     | Platine       | 100 000           |
| Royaume-Uni (BPI) | Or            | 100 000           |